# Chucky (serie televisiva)
Chucky è una serie televisiva horror creata da Don Mancini e basata sul franchise de La bambola assassina. La serie funge da sequel a Il culto di Chucky, il settimo film del franchise ed è interpretata da Fiona Dourif, Alex Vincent, Christine Elise e Jennifer Tilly che tornano per il loro ruoli dei film precedenti. Il cast principale include anche Zackary Arthur, Alyvia Alyn Lind, Björgvin Arnarson, Lexa Doig e Devon Sawa.
Interpretata principalmente da adolescenti e sviluppata da Syfy e USA Network, la serie segue Chucky mentre commette una serie di misteriosi omicidi in una tranquilla città degli Stati Uniti. Il creatore della serie Mancini e lo scrittore David Kirschner sono entrambi produttori esecutivi della serie, insieme a Nick Antosca, Harley Peyton ed Alex Hedlund. La serie è stata presentata in anteprima su Syfy e USA Network il 12 ottobre 2021. Ha ricevuto recensioni generalmente positive da parte della critica.
A novembre 2021 la serie è stata rinnovata per una seconda stagione che è stata trasmessa dal 5 ottobre 2022. 
Il 15 gennaio 2023, la serie è stata rinnovata per una terza stagione che è stata divisa in due parti. La prima parte è stata trasmessa dal 4 ottobre 2023, invece la seconda è stata trasmessa dal 10 aprile 2024. Nel settembre 2024, la serie viene cancellata dopo tre stagioni.
Brad Dourif, interprete del protagonista Chucky, torna inoltre ad interpretare il personaggio dopo anni di assenza.

## Trama

Titolo dell'edizione italiana del primo episodio della prima stagione

Quattro anni dopo gli eventi Il culto di Chucky, ad Hackensack la città natale di Charles Lee Ray, in un mercatino del quartiere si trova un bambolotto Tipo Bello acquistato da Jake, un ragazzo quattordicenne con problemi a relazionarsi coi compagni di scuola e in conflitto con il padre a causa della sua omosessualità. Dopo una serie di avvenimenti che mettono il ragazzo in situazioni difficili, si scopre che il bambolotto, Chucky, è vivo ed è tornato nel posto in cui è nato con uno scopo e con molta voglia di mietere vittime.
Andy Barclay, sulle tracce dei bambolotti e della persona in cui Chucky ha trasferito una parte della sua anima, torna assieme a Kyle con l'intento di ucciderlo una volta per tutte disposto a porre fine all'incubo. Anche Tiffany Valentine, amante e complice di Chucky, fa ritorno.
Nella prima stagione viene mostrato il passato di Charles Lee Ray e in parte di Tiffany.

## Episodi
| Stagione         | Episodi | Prima TV USA | Prima TV Italia |
| ---------------- | ------- | ------------ | --------------- |
| Prima stagione   | 8       | 2021         | 2022            |
| Seconda stagione | 8       | 2022         | 2023            |
| Terza stagione   | 8       | 2023-2024    | 2024            |

## Personaggi e interpreti

### Personaggi principali
- Chucky, doppiato da Brad Dourif in originale e da Luca Dal Fabbro in italiano.
 Un feroce e spietato serial killer che prima di morire ha trasferito la sua anima in un bambolotto "Tipo Bello".
- Jake Wheeler / Chucky, interpretato da Zackary Arthur e doppiato da Vittorio Thermes.
 Un ragazzo adolescente che acquista Chucky ad una svendita e che successivamente viene minacciato dal bambolotto.
- Devon Evans, interpretato da Björgvin Arnarson e doppiato da Valeriano Corini.
 Compagno di classe e fidanzato di Jake, è un grande appassionato di criminalità e killer e gestisce un podcast su tale argomento.
- Lexy Cross, interpretata da Alyvia Alyn Lind e doppiata da Margherita De Risi.
 Inizialmente nemica e poi amica di Jake, era la fidanzata di Junior. A partire della terza stagione, divenne fidanzata di Grant.

### Personaggi ricorrenti
- Junior Wheeler (stagione 1), interpretato da Teo Briones e doppiato da Tito Marteddu.
 Il cugino prepotente di Jake è stato il fidanzato di Lexy.
- Bree Wheeler (stagione 1), interpretata da Lexa Doig e doppiata da Selvaggia Quattrini.
 Era la zia di Jake, madre di Junior e moglie di Logan.
- Michelle Cross (stagioni 1-2), interpretata da Barbara Alyn Woods e doppiata da Sabrina Duranti.
 L'ex sindaca di Hackensack e madre di Lexy e Caroline.
- Lucas Wheeler (stagione 1 e 3) e Logan Wheeler (stagione 1), interpretati da Devon Sawa e doppiati da Stefano Thermes.
 Due fratelli gemelli. Lucas era il padre violento di Jake che appare solo nel primo episodio. Logan era lo zio paterno di Jake, il padre di Junior e il marito di Bree.
- Nathan Cross (stagione 1), interpretato da Michael Therriault e doppiato da Edoardo Stoppacciaro.
 Era il padre di Lexy e Caroline e marito di Michelle.
- Kim Evans (stagione 1), interpretata da Rachelle Casseus e doppiata da Benedetta Ponticelli.
 Era la madre di Devon e poliziotta di Hackensack.
- Caroline Cross, interpretata da Carina London Battrick e doppiata da Sofia Suarez.
 È la sorella minore di Lexy.
- Tiffany Valentine / Jennifer Tilly, interpretata da Jennifer Tilly e da Blaise Crocker da ragazza, doppiata da Roberta De Roberto.
 Ex amante e complice di Chucky.
- Andy Barclay, interpretato da Alex Vincent e doppiato da Andrea Checchi.
 Nemico giurato di Chucky, tormentato dal serial killer dal 1988.
- Nica Pierce / Chucky, interpretata da Fiona Dourif e doppiata da Francesca Manicone.
 Una donna paraplegica che, durante gli eventi del Culto di Chucky, è stata posseduta da Charles Lee Ray.
- Kyle, interpretata da Christine Elise e doppiata da Claudia Razzi.
 La sorella maggiore adottiva di Andy.
- Charles Lee Ray, interpretato da David Kohlsmith da bambino, da Tyler Barish da ragazzo e da Fiona Dourif da adulta in versione posseduta, doppiato da Serena Sigismondo da adulto
- Amanda Mixter (stagioni 1-3), interpretata da Rosemary Dunsmore e da Sage Kitchen da ragazza.
 La psicopatica e malvagia terapista di Bree Wheeler e di Michelle Cross, e psicologa di Chucky in cui ha legami forti con il bambolotto per il suo comportamento sadico, spietato e violento.
- Presidente James Collins (stagione 3), interpretato da Devon Sawa.
 Il presidente degli Stati Uniti, marito di Charlotte, e padre di Grant, Henry, e il defunto Joseph. Viene ucciso da Chucky dopo aver sentito la voce di Joseph.
- Wendell Wilkins (stagione 3), interpretato da John Waters.

## Produzione

### Sviluppo
Il 29 gennaio 2019, venne annunciato che la serie, creata da Don Mancini, era in sviluppo su Syfy. Mancini doveva anche fungere da produttore esecutivo insieme a David Kirschner e Nick Antosca. L'11 gennaio 2020, durante la presentazione di NBCUniversal al TCA Winter Press Tour a Pasadena, in California, è stato annunciato che Syfy aveva dato alla produzione un ordine diretto alla serie, con Harley Peyton che doveva servire come produttore esecutivo insieme a Mancini, Kirschner e Antosca. La Universal Content Productions venne coinvolta nella produzione della serie. La serie è stata presentata in anteprima il 12 ottobre 2021. Mancini ha scritto diversi episodi della prima stagione e ha diretto il primo episodio.
Mancini, che ha iniziato a lavorare per la televisione nella serie Hannibal, ha voluto "reinventare" il franchise di "Chucky" portandolo in questo formato, e successivamente espandere il suo fandom. Egli ha adottato un approccio un po' autobiografico al personaggio di Jake, un adolescente gay il cui padre non accetta la "fiorente identità sessuale e romantica" del ragazzo. Il regista cita questo conflitto come riferito alla propria adolescenza. La serie è un sequel diretto de Il culto di Chucky (2017), in cui il finale cliffhanger mette il personaggio titolare "sulla strada di un'esplorazione sessuale" dopo aver trasferito la sua anima in un corpo femminile. Come innovazione per il personaggio, Chucky è anche usato come "metafora" del bullo della vita reale, fingendosi "affascinante [e] divertente" (quello che Mancini chiamava "il bullo definitivo"). Rendendolo vicino a Jake, le cui lotte sono legate a quelle della comunità LGBT, la serie riconosce anche che "Chucky stesso ha un bambino queer" (Glen/Glenda, da Il figlio di Chucky). Secondo Jon O'Brien di Decider, "i personaggi queer sono stati un pilastro de La bambola assassina sin dallo sfortunato David (Gordon Michael Woolvett) de La sposa di Chucky del 1998".
Con otto ore per esplorare diversi lati della storia, Mancini ha visto l'opportunità di chiarire il passato dell'assassino e rispondere alle domande che i fan si erano posti, come chi era la sua prima vittima e come ha incontrato la sua sposa Tiffany. Mentre lavorava alla serie, Mancini era preoccupato per il potenziale impatto che il reboot del 2019 di La bambola assassina avrebbe potuto avere sul franchise, ipotizzando che, se fosse stato un successo, la Universal Pictures avrebbe potuto decidere di abbandonare l'originale continuità della serie. Fortunatamente per Mancini, il film reboot non è stato il successo che la Universal si aspettava e non ne è stato prodotto un sequel. 
Il 29 novembre 2021, USA Network e Syfy hanno rinnovato la serie per una seconda stagione che è stata presentata in anteprima nel 2022.

### Cast
Il primo teaser dello show, pubblicato il 15 luglio 2020, ha rivelato che Brad Dourif avrebbe ripreso il suo ruolo nel doppiare Chucky. Tra marzo e aprile dell'anno successivo, è stato confermato che molti altri attori già legati al franchise avrebbero avuto ruoli ricorrenti nella serie, tra cui Jennifer Tilly nel ruolo di Tiffany Valentine, Alex Vincent in quello di Andy Barclay, Christine Elise in quello di Kyle e Fiona Dourif in quello di Nica Pierce. Devon Sawa venne scelto per interpretare i ruoli dei gemelli Lucas e Logan Wheeler, mentre Barbara Alyn Woods e Lexa Doig sono stati scelti per altri personaggi ricorrenti. Alla lista si sono aggiunti anche quattro attori adolescenti: Zackary Arthur nel ruolo di Jake, Teo Briones nel ruolo di Junior, Alyvia Alyn Lind in quello di Lexy e Björgvin Arnarson in quello di Devon. Arthur, i cui genitori non gli hanno permesso di guardare film vietati ai minori da bambino, ha avuto la sua prima introduzione alla saga in preparazione per il suo ruolo. Arnarson ha detto a Screen Rant che, verso la fine delle riprese, Mancini gli si è avvicinato e gli ha detto che avrebbe voluto aver scritto una versione leggermente diversa del suo personaggio, e forse interessarlo ai cabaret. Riguardo a Lexy, che si evolve dalla "classica ragazza cattiva" a qualcuno che si preoccupa per gli altri, Alyn Lind ha dichiarato: "Volevo solo assicurarmi che sapesse esattamente cosa voleva in ogni momento [...] Volevo rendere questo molto chiaro".

### Riprese
Le riprese della serie dovevano iniziare nell'autunno del 2020, ma sono state ritardate a causa della pandemia di COVID-19. 
Le riprese sono iniziate ufficialmente il 29 marzo 2021 e si sono concluse l'11 agosto 2021 a Toronto, Ontario, Canada. 
Il parcheggio di Square One a Mississauga è stato utilizzato come "campo base" per la produzione. Tony Gardner e Peter Chevako hanno sviluppato il look di Chucky con l'obiettivo di farlo sembrare esattamente come in La bambola assassina 2. Questo perché, dal punto di vista di Mancini, il primo sequel sembra essere il preferito in generale dai fan. Ci sono voluti un gruppo di sei o sette burattinai per far muovere Chucky, che rappresenta il 99,5% delle azioni della bambola, secondo Mancini, che ha espresso la sua preferenza per fare le cose praticamente rispetto all'utilizzo di immagini generate al computer. Gli effetti digitali sono stati usati solo per cancellare i burattinai dallo schermo o qualsiasi strumento richiesto dall'animatronic, come aste o cavi. Un bambino di nome Jacob a volte si esibiva come un sosia.

## Promozione e distribuzione

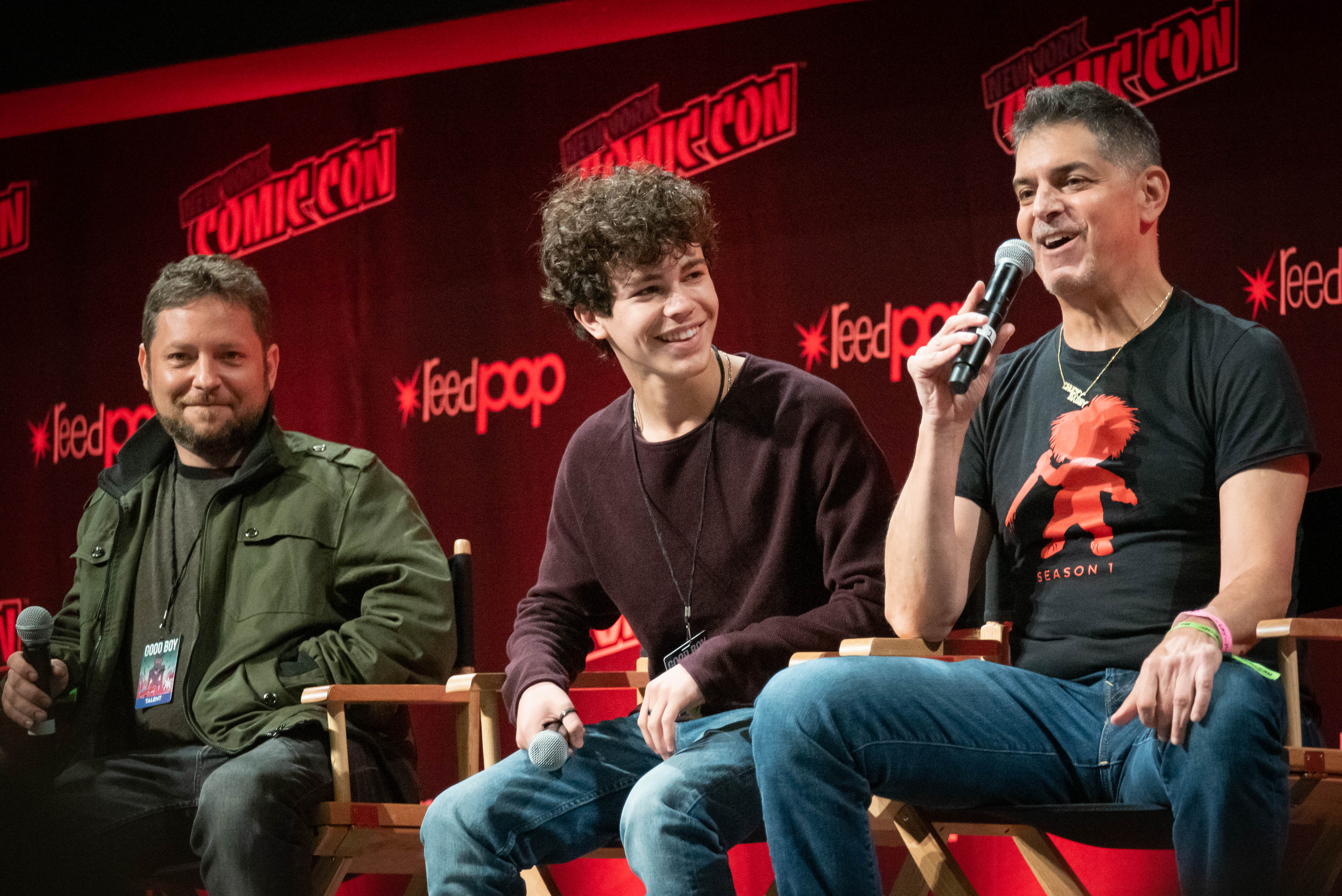
Panel Chucky al New York Comic Con del 2021. Da sinistra a destra: Alex Vincent, Zackary Arthur e Don Mancini.

Pubblicizzato come una storia di "coming of rage", Chucky è stato presentato in anteprima contemporaneamente su Syfy e USA Network il 12 ottobre 2021. Prima della premiere, entrambi i canali hanno pubblicato diversi poster e video promozionali, incluso uno in cui Chucky ricostruisce il trailer del film Magic - Magia del 1978 con il suo classico canto voodoo a Damballa. A giugno, Syfy ha presentato la maratona "Pride of Chucky", composta da sei degli otto film de franchise La bambola assassina, per celebrare il mese dell'orgoglio LGBTQ+. L'8 ottobre, Don Mancini, Zackary Arthur, Jennifer Tilly ed Alex Vincent hanno partecipato al New York Comic Con, dove è stato esposto un camioncino dei gelati con il marchio "Good Guys". Nello stesso evento si è tenuta anche la proiezione del primo episodio della serie.
La serie è diventata disponibile per lo streaming su Peacock dopo il finale della prima stagione il 1º dicembre 
2021. Una settimana dopo la prima americana, Chucky ha debuttato su Showcase in Canada il 19 ottobre 2021. È disponibile anche su Star+ per tutta l'America Latina, 9Now in Australia e su Sky Max nel Regno Unito e in Irlanda.
In Italia la serie va in onda in prima visione assoluta su Italia 1 dal 14 gennaio 2022.

## Accoglienza

### Pubblico
Secondo Nielsen Media Research, nella sua prima settimana lo show ha attirato un totale di 4,4 milioni di telespettatori, metà dei quali nella fascia demografica 18-49 anni. È stata una delle prime più apprezzate del 2021 nella televisione via cavo. Con gli episodi che in seguito hanno debuttato gratuitamente sui canali YouTube ufficiali di Syfy e USA Network, la serie Chucky ha anche raccolto 2,9 milioni di visualizzazioni combinate negli Stati Uniti, entro il 25 ottobre. Sebbene fosse la seconda nuova serie TV più richiesta alla fine di novembre, il sesto episodio ha registrato un calo del 10,9% delle visualizzazioni con l'avvicinarsi del periodo natalizio. Il penultimo episodio della prima stagione, "Twice the Grieving, Double the Loss", è stato visto da 0,348 milioni di telespettatori su USA Network e 0,350 milioni su Syfy, il che significa un aumento delle visualizzazioni rispetto all'episodio precedente.

### Critica
Su Rotten Tomatoes, la serie ha un punteggio di approvazione del 90% basato su 31 recensioni della critica, con una valutazione media di 6,9/10. Il consenso critico del sito web recita: "Un dannato buon momento che trae grande beneficio dal ritorno di Brad Dourif, Chucky potrebbe non suonare bene per i non fan, ma i devoti del franchise troveranno il suo umorismo assurdo e l'orrore creativo molto intatto sul piccolo schermo." Metacritic ha assegnato alla serie un punteggio medio ponderato di 70 su 100 basato su 10 recensioni critiche, indicando "recensioni generalmente favorevoli".
Recensioni precedenti, che si sono concentrate sui primi quattro episodi che sono stati inviati alla critica, hanno commentato come il franchise è stato adattato al formato televisivo. Alex McLevy di The A.V. Club ha detto che la serie "conserva tutta la propensione [di Chucky] per le uccisioni grottesche e l'umorismo giovanile e acido", e che "quando lo strano mix di sensibilità funziona, [lo spettacolo] può essere dafficamente divertente".
Il critico televisivo Daniel Fienberg trova il franchise "più divertente che spaventoso", con questo installamento ancora inclinato verso questo; scrivendo per The Hollywood Reporter, ha affermato che "la serie offre solidità" quando si tratta di mostrare Chucky in azione, sebbene sia "un po' snervante quando mostra come gli umani interagiscono con la bambola". Allison Keene di Paste lo ha descritto come "sorprendentemente caldo in termini di atmosfera e direzione", mentre Steven Scaife di Slant l'ha definita una "serie divertente e assurda che genera simpatia e shock", affermando anche: "Crea un mondo di ragazzi malleabili e alienati, rovinati in varia misura dai loro genitori, e quindi esprime il pericolo di ciò che trovano una volta respinti".

## Sequel
Nel marzo 2024, Don Mancini annuncia di essere nelle prime fasi di sviluppo di un nuovo film di Chucky che avrebbe funzionato come proseguimento della serie. Nel settembre 2024, dichiarò che il franchise di Chucky sarebbe continuato nonostante la cancellazione della serie televisiva.